# 高恒 (北斉)
高 恒（こう こう）は、北朝北斉の第6代皇帝。後に幼主と称された。

## 生涯
武平元年（570年）6月、高緯（後主）の長男として鄴に生まれた。10月、皇太子に立てられた。承光元年（577年）1月、父から帝位を譲られて即位した。この時すでに北周の軍勢が国都の鄴に迫っており、太皇太后の胡氏や皇太后の穆氏が先に済州に避難した。次いで高恒も済州に逃れ、鄴を放棄した。任城王高湝に帝位を譲るべく斛律孝卿に禅文と璽を託して瀛州に送ろうとしたが、斛律孝卿は北周に降伏してしまった。また高湝に詔を送って、無上皇となり、高恒は守国天王となった。
高恒は父や穆太后とともに青州に逃れたが、数十人が従うのみであった。青州の南鄧村で北周の将軍尉遅勤に捕らえられて鄴に送られた。さらに長安に連行されて温国公に封ぜられた。建徳7年（578年）、穆提婆が叛乱を企てたとの口実で処刑されると、この事件に連座して殺害された。享年9。

## 死後
大象2年（580年）、陽休之や陳徳信らが北周の実力者であった隋公楊堅に高恒の正式な葬儀を行うよう上申して聞き入れられ、長安の北の洪涜川に葬られた。